# Tapio Laukkanen
Tapio Laukkanen (n. 23 septembrie 1969, Lahti, Finlanda) este un pilot de raliu finlandez.
În 1996 a câștigat campionatul finlandez de raliuri cu un Volkswagen Golf GTi iar în 1999 a câștigat British Rally Championship cu un Renault Megane Maxi cu navigatorul finlandez Kaj Lindström iar în 2016 el a câștigat campionatul de raliuri din Kenya cu un Subaru.
Laukkanen a participat și la trei etape din Campionatul Național de Raliuri, câștigând Raliul Iașiului din 2008.